# Spilogona disparata
Spilogona disparata är en tvåvingeart som beskrevs av Huckett 1967. Spilogona disparata ingår i släktet Spilogona och familjen husflugor.
Artens utbredningsområde är Kalifornien. Inga underarter finns listade i Catalogue of Life.